# Encyrtoscelio odorata
Encyrtoscelio odorata är en stekelart som beskrevs av Mikhail Vasilievich Kozlov och Lê 2000. Encyrtoscelio odorata ingår i släktet Encyrtoscelio och familjen Scelionidae. Inga underarter finns listade i Catalogue of Life.